# Championnat de France de futsal de deuxième division 2015-2016
Navigation
Saison 2014-2015 Saison 2016-2017
Le Championnat de France de futsal Division 2 2015-2016 est le championnat national de second niveau du futsal français.
Le championnat est constitué de deux groupes de 10 équipes, le premier de chaque groupe rejoignant la Division 1 2016-2017.

## Format
Le championnat de Division 2 Futsal est composé de deux groupes dont les deux premiers sont promus en Division 1 pour la saison suivante. Le meilleur des deux, au ratio points par match, est sacré champion de D2.
Les deux derniers des deux poules (quatre équipes) sont directement reléguées dans leur plus haut niveau régional respectif.
Un barrage d'accession entre les champions régionaux, auxquels s'ajoutent les deux huitièmes de D2 en 2015-2016, déterminent les promus pour la saison suivante.

## Clubs participants
Sur les vingt clubs, les villes de Lyon, Montpellier, Paris et Roubaix en compte deux chacun. Seize villes sont donc représentées.
| Classement 2014-2015 | Nom                         | Localisation     | Depuis | Groupe |
| -------------------- | --------------------------- | ---------------- | ------ | ------ |
| 1er, groupe A        | Roubaix AFS                 | Roubaix          | 2014   | A      |
| 3e, groupe A         | Paris ACASA                 | Paris            | 2014   | A      |
| 4e, groupe A         | Longwy Boys Futsal          | Longwy           | 2013   | A      |
| 5e, groupe A         | MJC Pfastatt                | Pfastatt         | 2013   | A      |
| 6e, groupe A         | AJM Faches-Thumesnil        | Faches-Thumesnil | 2013   | A      |
| 7e, groupe A         | Sporting Strasbourg Futsal  | Strasbourg       | 2013   | A      |
| 8e, groupe A         | Roubaix Futsal              | Roubaix          | 2013   | A      |
| DH régional          | Étoile lavalloise FC        | Laval            | 2015   | A      |
| DH régional          | Nantes C'West               | Nantes           | 2015   | A      |
| DH régional          | USM Saran                   | Saran            | 2015   | A      |
| 11e D1               | ASL Clénay                  | Clénay           | 2015   | B      |
| 2e, groupe A         | Montpellier Petit-Bard      | Montpellier      | 2013   | B      |
| 3e, groupe A         | Pessac Châtaigneraie Futsal | Pessac           | 2014   | B      |
| 4e, groupe A         | Lyon Footzik                | Lyon             | 2014   | B      |
| 5e, groupe A         | UJS Toulouse 31             | Toulouse         | 2013   | B      |
| 6e, groupe A         | Paris Métropole Futsal      | Paris            | 2014   | B      |
| 7e, groupe A         | Lyon Étoile Moulin à Vent   | Lyon             | 2013   | B      |
| 8e, groupe A         | Beaucaire Futsal            | Beaucaire        | 2013   | B      |
| DH régional          | Mérignac Futsal             | Mérignac         | 2015   | B      |
| DH régional          | Montpellier Agglo Futsal    | Montpellier      | 2015   | B      |

## Compétition

### Groupe A
| \| Faches-Thumesnil Laval Nantes Paris ACASA Pfastatt Roubaix AFS Roubaix Futsal Saran Strasbourg Longwy \| Équipes du groupe A |
| Faches-Thumesnil Laval Nantes Paris ACASA Pfastatt Roubaix AFS Roubaix Futsal Saran Strasbourg Longwy                           |

| Rang | Équipe                          | Pts | J  | G  | N | P  | Bp | Bc | Diff |
| ---- | ------------------------------- | --- | -- | -- | - | -- | -- | -- | ---- |
| 1    | Roubaix AFS                     | 60  | 16 | 14 | 2 | 0  | 92 | 55 | +37  |
| 2    | Paris ACASA                     | 51  | 16 | 11 | 2 | 3  | 81 | 57 | +24  |
| 3    | Étoile lavalloise Futsal Club P | 40  | 16 | 8  | 0 | 8  | 73 | 75 | -2   |
| 4    | Pfastatt Futsal                 | 38  | 16 | 7  | 1 | 8  | 62 | 73 | -11  |
| 5    | Roubaix Futsal                  | 36  | 16 | 6  | 2 | 8  | 64 | 63 | +1   |
| 6    | Nantes C'West P                 | 35  | 16 | 7  | 0 | 9  | 61 | 63 | -2   |
| 7    | AJM Faches-Thumesnil            | 34  | 16 | 5  | 3 | 8  | 67 | 66 | +1   |
| 8    | Sporting Strasbourg Futsal      | 33  | 16 | 5  | 2 | 9  | 74 | 88 | -14  |
| 9    | USM Saran P                     | 23  | 16 | 2  | 2 | 12 | 56 | 90 | -34  |
| 10   | Longwy Boys Futsal              | 0   | 0  | 0  | 0 | 0  | 0  | 0  | 0    |

Promotions et relégations
- Accession en Division 1 2016-2017
- Relégation en Ligue régionale 2016-2017
- Barragiste D2-DH 2015-2016

Abréviations
- P : Promu de Ligue régionale 2014-2015

- R : Relégué de Division 1 2014-2015

### Groupe B
| \| Beaucaire Clénay Lyon Footzik Lyon MV Mérignac Montpellier AF Montpellier MF Paris SO Pessac Toulouse UJS \| Équipes du groupe B |
| Beaucaire Clénay Lyon Footzik Lyon MV Mérignac Montpellier AF Montpellier MF Paris SO Pessac Toulouse UJS                           |

| Rang | Équipe                          | Pts | J  | G  | N | P  | Bp | Bc  | Diff |
| ---- | ------------------------------- | --- | -- | -- | - | -- | -- | --- | ---- |
| 1    | Montpellier Méditerranée Futsal | 61  | 18 | 14 | 1 | 3  | 77 | 39  | +38  |
| 2    | Lyon Footzik                    | 54  | 18 | 10 | 6 | 2  | 86 | 58  | +28  |
| 3    | UJS Toulouse 31                 | 45  | 18 | 9  | 0 | 9  | 83 | 66  | +17  |
| 4    | ASL Clénay R                    | 44  | 18 | 8  | 2 | 8  | 79 | 69  | +10  |
| 5    | Paris Saint-Ouen                | 42  | 18 | 7  | 3 | 8  | 57 | 61  | -4   |
| 6    | Montpellier Agglo Futsal P      | 42  | 18 | 7  | 3 | 8  | 74 | 84  | -10  |
| 7    | Beaucaire Futsal                | 40  | 18 | 6  | 4 | 8  | 50 | 67  | -17  |
| 8    | Pessac Châtaigneraie Futsal     | 40  | 18 | 7  | 3 | 8  | 60 | 63  | -3   |
| 9    | Mérignac Futsal P               | 38  | 18 | 5  | 5 | 8  | 68 | 73  | -5   |
| 10   | Lyon Moulin à Vent              | 27  | 18 | 2  | 3 | 13 | 48 | 102 | -54  |

Promotions et relégations
- Accession en Division 1 2016-2017
- Relégation en Ligue régionale 2016-2017
- Barragiste D2-DH 2015-2016

Abréviations
- P : Promu de Ligue régionale 2014-2015

- R : Relégué de Division 1 2014-2015

## Barrages DH-D2
| Champions régionaux  | Champions régionaux        |
| Ligues régionales    | Clubs                      |
| -------------------- | -------------------------- |
| Alsace               | Kingersheim Futsal         |
| Aquitaine            | USC Pessac                 |
| Atlantique           | Nantes Franco-Portugais    |
| Auvergne             | Clermont L'Ouverture       |
| Basse-Normandie      | Hérouville Futsal          |
| Bourgogne            | ?                          |
| Bretagne             | TA Rennes Futsal           |
| Centre-Ouest         | FC Montamisé               |
| Centre-Val-de-Loire  | Escale Orléans             |
| Champagne-Ardenne    | Reims Métropole Futsal     |
| Corse                | USJ Furiani                |
| Franche-Comté        | Valentigney Futsal         |
| Languedoc-Roussillon | FC Pennautier              |
| Lorraine             | Knutange Futsal            |
| Maine                | Le Mans Futsal             |
| Méditerranée         | AJAMS Port-de-Bouc         |
| Midi-Pyrenées        | Plaisance All-Stars        |
| Nord-Pas-de-Calais   | Teteghem Futsal            |
| Normandie            | AS Madrillet Château-Blanc |
| Paris-Ile-de-France  | Champs Futsal              |
| Picardie             | Amiens Futsal Métropole    |
| Rhône-Alpes          | Pont-de-Claix Futsal       |

Pour cette édition 2015-2016, les barrages d’accession en D2 change de version : finis les plateaux, remplacés par des matchs à élimination directe.
Les deux barragistes de Division 2 s'ajoutent aux 22 champions régionaux de DH futsal parmi lesquels le Hérouville Futsal, Champs Futsal (ancien vainqueur de la Coupe nationale en 2002) et AJAMS Port-de-Bouc. Le 1er tour se joue le 21 mai (douze matches et autant de qualifiés) et le second le 4 juin (six matches et autant de promus en D2).
| Résultats            | Résultats    | Résultats            | Résultats            | Résultats   | Résultats    |
| -------------------- | ------------ | -------------------- | -------------------- | ----------- | ------------ |
| Premier tour         | Premier tour | Premier tour         | Second tour          | Second tour | Second tour  |
| Domicile             | Score        | Extérieur            | Domicile             | Score       | Extérieur    |
| Le Mans              | 3 - 8        | Hérouville           | Clermont L'Ouverture | -           | Hérouville   |
| Clermont L'Ouverture | -            | USJ Furiani          | Clermont L'Ouverture | -           | Hérouville   |
| Toulon AS            | -            | Plaisance All Star   | ?                    | -           | ?            |
| Pont de Claix        | -            |                      | ?                    | -           | ?            |
| Champs Futsal        | -            | Orléans Escale       | Champs Futsal        | 10 - 2      | AS Madrillet |
| AS Madrillet         | -            | Nantes FP            | Champs Futsal        | 10 - 2      | AS Madrillet |
| Amiens               | -            | Kingersheim          | Reims métropole      | -           | Kingersheim  |
| Reims métropole      | -            |                      | Reims métropole      | -           | Kingersheim  |
| TA Rennes            | 2 - 9        | Pessac Châtaigneraie | ?                    | -           | ?            |
|                      | -            |                      | ?                    | -           | ?            |
|                      | -            |                      | ?                    | -           | ?            |
| Strasbourg           | -            | Teteghem             | ?                    | -           | ?            |

## Bilan de la saison
| Tableau d'honneur de la saison 2015-2016 |                                                                                            |                        |                                                                                                  |
| Champion de France de Division 2         |                                                                                            |                        |                                                                                                  |
| Montpellier Méditerranée Futsal          |                                                                                            |                        |                                                                                                  |
| Promotions et relégations                |                                                                                            |                        |                                                                                                  |
| Promus en Division 1                     | Montpellier Méditerranée Futsal Roubaix AFS                                                | Relégués de Division 1 | AS Bagneux Futsal Nantes Bela Futsal                                                             |
| Relégués en DH                           | Sporting Strasbourg Futsal USM Saran Longwy Boys Futsal Mérignac Futsal Lyon Moulin à Vent | Promus de DH           | Hérouville Futsal Champs Futsal Club Kingersheim Futsal Plaisance All-Stars Pont-de-Claix Futsal |